# Clepsis plumbeolana
Clepsis plumbeolana es una especie de polilla del género Clepsis, categorizada en la tribu Archipini, de la subfamilia Tortricinae.

## Distribución
Se distribuye por Rusia.

## Taxonomía
Fue descrita por Bremer en 1865 y publicada en (Tortrix), Mem. prs. Acad. imp. Sci. St. Petersbourg (7) 8 (1864): 89.